# دلیل زندگی
دلیل زندگی (به انگلیسی: Proof of Life) فیلمی محصول سال ۲۰۰۰ و به کارگردانی تیلور هاکفورد است. در این فیلم بازیگرانی همچون مگ رایان، راسل کرو، دیوید مورس، دیوید کاروسو، گوتفرید جان، پاملا رید، آنتونی هیلد، مایکل بایرنه، استنلی اندرسون ایفای نقش کرده‌اند.